# East Port Orchard
East Port Orchard és una concentració de població designada pel cens dels Estats Units a l'estat de Washington. Segons el cens del 2000 tenia 5.116 habitants.

## Demografia
Segons el cens del 2000, East Port Orchard tenia 5.116 habitants, 1.893 habitatges, i 1.385 famílies. La densitat de població era de 790,1 habitants per km².
Dels 1.893 habitatges en un 37,9% hi vivien nens de menys de 18 anys, en un 55,9% hi vivien parelles casades, en un 12,3% dones solteres, i en un 26,8% no eren unitats familiars. En el 21,4% dels habitatges hi vivien persones soles el 7,4% de les quals corresponia a persones de 65 anys o més que vivien soles. El nombre mitjà de persones vivint en cada habitatge era de 2,7 i el nombre mitjà de persones que vivien en cada família era de 3,12.
Per edats la població es repartia de la següent manera: un 29% tenia menys de 18 anys, un 9% entre 18 i 24, un 29,4% entre 25 i 44, un 22,4% de 45 a 60 i un 10,2% 65 anys o més.
L'edat mediana era de 34 anys. Per cada 100 dones de 18 o més anys hi havia 92,7 homes.
La renda mediana per habitatge era de 42.571 $ i la renda mediana per família de 50.012 $. Els homes tenien una renda mediana de 35.291 $ mentre que les dones 27.635 $. La renda per capita de la població era de 18.834 $. Aproximadament el 7,1% de les famílies i el 9,5% de la població estaven per davall del llindar de pobresa.

## Poblacions més properes
El següent diagrama mostra les poblacions més properes.